# Macchina agricola

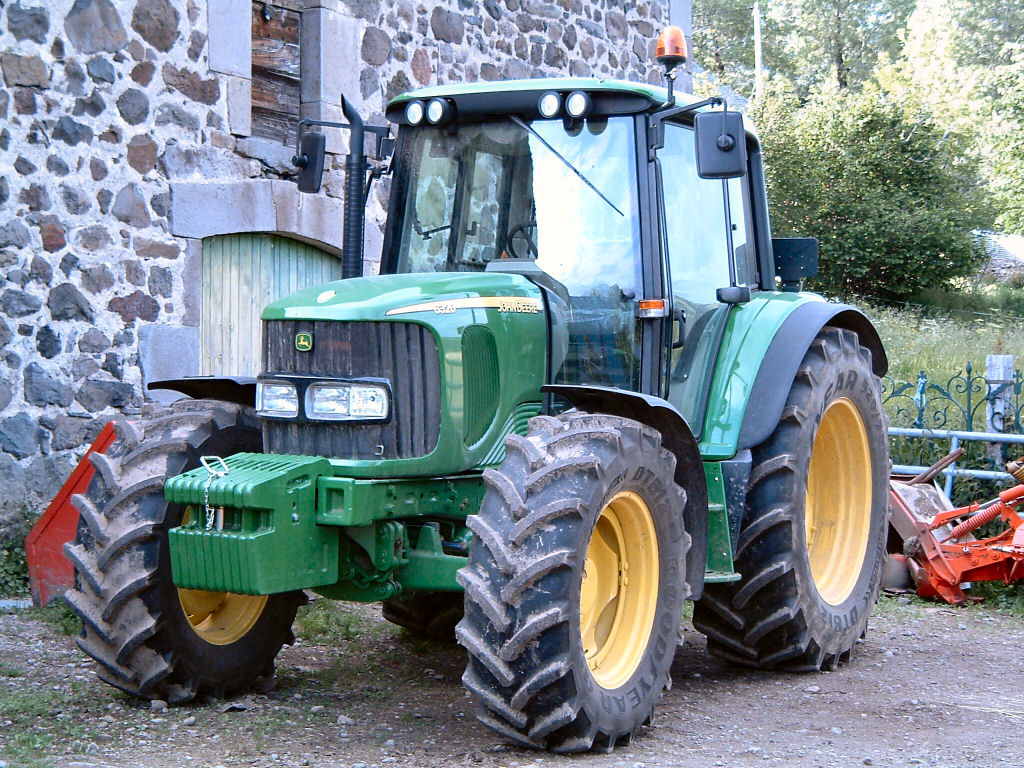
Il trattore agricolo è la più tipica macchina usata oggi in agricoltura.

Una macchina agricola è una macchina o un meccanismo costituito per svolgere uno o più lavori agricoli. Essa può essere fissa come l'essiccatoio, semovente come la mietitrebbia, oppure portata da trattori; in quest'ultimo caso la macchina può essere semplicemente spinta, come l'aratro o collegata alla presa di potenza, come lo spandiconcime. 
Nel corso dei millenni, le macchine agricole si sono evolute parallelamente alla tecnologia e alle fonti energetiche, diventando sempre più efficienti e in grado di svolgere più operazioni contemporaneamente.
Il trattore è una macchina agricola a cui dietro ci si può agganciare qualche strumento agricolo.

## Tipologia di macchine agricole
In meccanica agraria, le macchine agricole vengono distinte in: 
- macchine motrici: sono semoventi e vengono impiegate per trainare, spingere o azionare altre macchine: appartiene a questa categoria il trattore agricolo;
- macchine operatrici: possono essere semoventi (come la mietitrebbiatrice), o trainate/semiportate (come l'erpice),se hanno ruote od analoghi dispositivi che poggiano al suolo e vengono impiegate per l'esecuzione di operazioni agricole;
- rimorchi agricoli: vengono impiegati per il carico ed il trasporto.

Le macchine operatrici vengono a loro volta classificate a seconda del tipo di operazione svolta: macchine per la lavorazione del terreno, la semina, la raccolta, la protezione delle colture, la manutenzione del verde, la fienagione ecc. 

### Macchine per la lavorazione del terreno
- Motocoltivatore
- Aratro
- Erpice
- Estirpatore
- Frangizolle
- Fresatrice
- Rullo compattatore
- Sarchiatrice
- Scarificatore
- Vangatrice

### Macchine per la semina e il trapianto
- Seminatrice
- Trapiantatrice

### Macchine per la distribuzione di concimi, antiparassitari, anticrittogamici
- Spandiconcime
- Spandiletame
- Impolveratrice
- Atomizzatore

### Macchine per la raccolta dei prodotti
- Falciatrice
- Mietilegatrice
- Mietitrebbiatrice
- Scavapatate
- Scava-raccoglipatate
- Spandivoltafieno

### Macchine per il trattamento dei prodotti
- Trebbiatrice
- Sgranatrice
- Raccogli-imballatrice
- Trinciaforaggi
- Essiccatoio
- Mulino
- Frantoio
- Cippatrice
- Trinciasarmenti
- Trinciastocchi-sarmenti
- Defogliatrice

### Macchine per il trasporto dei prodotti
- Rimorchio agricolo

### Macchine per la distribuzione del mangime
- Carro miscelatore
- Coclea